# أولاد منصر التيرس (بني مجريش)
أولاد منصر التيرس هو دُوَّار يقع بجماعة سيدي العايدي، إقليم سطات، جهة الدار البيضاء سطات في المملكة المغربية. ينتمي الدوّار لمشيخة بني مجريش التي تضم 9 دواوير. يقدر عدد سكانه بـ 737 نسمة حسب الإحصاء الرسمي للسكان والسكنى لسنة 2004.

## روابط خارجية
- البوابة الوطنية للجماعات الترابية
- المندوبية السامية للتخطيط